# Anglo-Italian League Cup
De Anglo-Italian League Cup was een voetbaltoernooi dat enkele jaren gehouden werd tussen clubs uit Engeland en Italië. De competitie ging van start in hetzelfde jaar als de Anglo-Italian Cup. Er was een finale in twee wedstrijden tussen de winnaar van de League Cup en de Coppa Italia. 
Na 3 seizoenen werd de competitie opgeheven en heringevoerd in 1975 en dit keer nam de winnaar van de FA Cup deel. In 1976 verdween de competitie definitief.

## Winnaars
| Jaar | Winnaar           | Runner-up       |
| ---- | ----------------- | --------------- |
| 1969 | Swindon Town      | AS Roma         |
| 1970 | Bologna           | Manchester City |
| 1971 | Tottenham Hotspur | Torino          |
| 1975 | Fiorentina        | West Ham United |
| 1976 | Napoli            | Southampton     |